# Wilfrid Girouard
Pour l’article homonyme, voir Girouard.
Wilfrid Girouard, né le 9 septembre 1891 à Drummondville et mort le 26 octobre 1980 à Québec, est un avocat et homme politique fédéral et provincial du Québec.

## Biographie

### Jeunesse et famille
Il est le fils de Joseph-Éna Girouard, député provincial de Drummond-Arthabaska et d'Arthabaska de 1886 à 1900.

### Études et carrière d'avocat
Né à Drummondville dans le Centre-du-Québec, M. Girouard étudia au Collège d'Arthabaska, au Collège Sainte-Marie de Montréal, au Collège Loyola et à l'Université McGill. Nommé au Barreau du Québec en 1916 il partit pratiquer le droit à Arthabaska avec Joseph-Édouard Perrault. Il fut nommé au Conseil du Roi en 1926 et bâtonnier du Québec de 1940 à 1941.

### Politique
Élu député du Parti libéral du Canada dans la circonscription fédérale de Drummond—Arthabaska en 1925, il fut réélu en 1926, 1930 et en 1935. Il démissionna en 1939 pour se présenter en politique provincial.
Élu député du Parti libéral du Québec dans la circonscription provinciale d'Arthabaska en 1939, il servit comme procureur général dans le gouvernement d'Adélard Godbout de 1939 à 1942, date à laquelle il démissionne pour devenir juge à la Cour supérieure du Québec dans le district de Trois-Rivières jusqu'en 1963. Il mourut à Québec à l'âge de 89 ans.